# Dömsöd
Dömsöd (vyslovováno [demšed]) je velká obec v Maďarsku v župě Pest, spadající pod okres Ráckeve. Nachází se u břehu řeky Ráckevei-Duna (což je rameno Dunaje, tvořící říční ostrov Csepel), asi 9 km jihovýchodně od Ráckeve. V roce 2015 zde žilo 5 676 obyvatel. Dle údajů z roku 2011 tvoří 90,4 % obyvatelstva Maďaři, 4,8 % Romové, 0,3 % Němci a 0,2 % Rumuni.
Sousedními obcemi jsou Apaj, Kiskunlacháza a Tass, sousedním městem Ráckeve.

## Partnerská obec
- Rúbaň, Slovensko